# Vítězná medaile (Kuba)
Vítězná medaile (španělsky: Medalla de la Victoria), v době svého vzniku známá také jako Mezispojenecká medaile 1914–1918, byla medaile Kubánské republiky. Založena byla roku 1922. Udílena byla veteránům za službu během první světové války.

## Historie a pravidla udílení
Kuba vyhlásila válku Německu a Rakousko-Uhersku 6. prosince 1917, tedy ve stejný den, kdy Německu vyhlásily válku i Spojené státy americké. Kubánské vojenské síly nebyly za první světové války příliš vojensky důležité. Kuba v té době mobilizovala 25 000 vojáků, ale ti se již všichni nestihli zapojit do bojů v Evropě ani v Africe. Kuba však byla důležitou základnou pro boj s německými ponorkami v Karibském moři a Mexickém zálivu.
Kubánská Vítězná medaile byla udílena civilistů i vojákům, kteří byli příslušníky kubánských sil v období od 7. dubna 1917 do 13. ledna 1919. Medaili založil prezident Mario García Menocal dekretem č. 905 ze dne 10. června 1922. Kromě vojáků ji obdrželi také lékaři a zdravotní sestry, které poskytovaly zdravotní péči v polních nemocnicích či přímo na frontové linii.
Medaile byla ražena ve Francii a bylo vyrobeno mezi 6 až 7 tisíci kusů.

## Popis medaile
Medaile má kulatý tvar a vyrobena je z bronzu. Na přední straně je vyobrazena okřídlená bohyně Vítězství. Postava bohyně drží v pravé ruce meč a v levé ruce pochodeň. Na zadní straně je uprostřed státní znak Kuby. V horní části je při okraji nápis LA GRAN GUERRA POR LA CIVILIZACION (Velká válka za civilizaci). Po obou stranách státního znaku je výčet zemí, kteří ve Velké válce bojovaly na straně spojenců. Vlevo od znaku jsou to FRANCIA • INGLATERRA • ESTADOS UNIDOS • RUMANIA • BRASIL • RUSIA (Francie, Anglie, Spojené státy, Rumunsko, Brazílie, Rusko). Vpravo od znaku to jsou BELGICA • ITALIA • SERVIA • MONTENEGRO • PORTUGAL • JAPON • CHINA (Belgie, Itálie, Srbsko, Černá Hora, Portugalsko, Japonsko, Čína). Pod znakem je nápis GRECIA (Řecko).
Všechny varianty spojeneckých vítězných medailí měly stuhu v barvách duhy.